# Radioafició lliure
Podem anomenar radioafició lliure les activitats anàlogues a la radioafició regulada, però sense necessitat d'una autorització prèvia de l'administració, és a dir, sense llicència.
Les legislacions dels estats poden permetre aquestes activitats en certes condicions (vegeu més avall l'exemple de l'Estat espanyol).

## Equips
Per a algunes de les bandes que s'usen per a la radioafició lliure, és possible trobar equips comercials en el mercat.
- Per a la banda PMR-446 (usada a Europa), hi ha a la venda molts models d'equips portàtils de mà, no només en botigues especialitzades, sinó també en grans superfícies esportives o generalistes, o fins i tot en botigues de joguets, a preus molt assequibles.
- La banda CB-27 no és tan popular ara com ho era fa quaranta anys, però no és difícil trobar equips en botigues especialitzades, tant portàtils de mà (solen ser més grans i cars que els de PMR-446) com per a vehicles o per a estacions fixes, amb les antenes exteriors corresponents.
- La banda LPD-433 no és tan popular; en l'actualitat s'inclou sobretot en equips portàtils de mà que també operen en la banda PMR-446.

Per a la resta de les bandes no és tan fàcil trobar equips d'electrònica de consum.

## Indicatius
Les estacions participants en activitats de radioafició lliure es poden identificar amb distintius informals (per exemple, àlies com ara Esparver o Olivereta, amb combinacions arbitràries de lletres i dígits com ara 2TD —llegit dos tango delta—) o amb distintius formals que segueixen el format internacional dígits–lletres–dígits següent:
- un o més dígits que indiquen la divisió geogràfica on es troba l'estació (per exemple, 30 és l'Espanya peninsular, 49 són les Illes Balears i Pitiüses, o 1 és Itàlia);
- una o més lletres que indiquen alguna agrupació de radioaficionats lliures;
- un o més dígits que es poden interpretar com un ordinal dins de l'agrupació.

Per exemple, 30FRS014 és un indicatiu de l'Espanya peninsular, assignat per un grup anomenat Groupe FRS, on l'estació ocupa la 14a posició entre les que comencen per 30FRS.

## Radioafició lliure en l'Estat espanyol
Hi ha bandes de freqüències que la legislació espanyola designa com d'ús comú del domini públic radioelèctric i que, amb determinades restriccions, poden ser usades per activitats anàlogues a la radioafició regulada, però sense necessitat d'una autorització prèvia de l'administració, és a dir, sense llicència. Aquestes activitats es poden anomenar radioafició lliure.
| Rang | Banda                       | Canals                                          | Freqüències                                         | Modes                                 | Pot. màxima                       | Altres restriccions | Normativa                                                                              |
| ---- | --------------------------- | ----------------------------------------------- | --------------------------------------------------- | ------------------------------------- | --------------------------------- | --- | -------------------------------------------------------------------------------------- |
| HF   | Banda de 22 m               | no especificats                                 | 13,553–13,567 MHz                                   | No especificats                       | 10 mW (potència radiada aparent)  | No especificades | CNAF 2021, nota UN-6; recomanació ERC 70-03 (quadre 1, a) de la CEPT.                  |
| HF   | Banda ciutadana CB-27       | 1 al 40                                         | 26,965– 27,405 MHz (40 canals específics de 10 kHz) | AM, FM, SSB                           | 4 W (AM, FM) 12 W (SSB)           | Símplex; canal 9 reservat per a emergències; antenes no directives en el pla horitzontal amb guany inferior a 6 dB; repetidors i operació a bord d'aeronaus prohibits.                                                      | IR-10 (2015); CNAF 2021; nota UN-3; Decisió ECC 11(03) de la CEPT (2011).              |
| HF   | Banda de 10 m               | només 3 canals                                  | 29,710, 29,720, i 29,730 MHz                        | No especificats                       | 100 mW (potència radiada aparent) | Potència d'eixida màxima de 500 mW; “aplicacions d'oci i esbarjo”, “transmissions de veu”; Amplada de banda ≤ 10 kHz. | CNAF 2021, IR-75: nota UN-8                                                            |
| VHF  | Banda de 30 MHz             | només 3 canals                                  | 31,000, 31,350 i 37,700 MHz                         | “Veu analògica”                       | 100 mW (potència radiada aparent) | “Oci, esbarjo i aplicacions generals de curt abast no incloses en altres parts de l'espectre”; amplada de banda ≤ 25 kHz | CNAF 2021, nota UN-82                                                                  |
| VHF  | Banda de 40 MHz             | no especificats                                 | 40,66–40,70 MHz                                     | No especificats                       | 10 mW (potència radiada aparent)  | No especificades | CNAF 2021, notes UN-11 i UN-13; recomanació ERC 70-03 (quadre 1, d) de la CEPT.        |
| VHF  | Banda de 4 m                | no especificats                                 | 71,325, 71,375 i 71,775 MHz                         | No especificats                       | 10 mW (potència radiada aparent)  | No especificades | CNAF 2021, nota UN-132                                                                 |
| UHF  | LPD-433                     | només del 40 al 69                              | 434,050– 434,775 MHz                                | No especificats (típicament FM)       | 10 mW (potència radiada aparent)  | “Es permeten aplicacions de veu amb tècniques de mitigació avançades.” Transmissions de menys d’1 minut. (nota: banda inclosa en la banda de 70 cm atribuïda als radioaficionats amb llicència). Amplada de banda ≤ 25 kHz. | CNAF 2021, nota UN-30; IR-266 (2021); recomanació ERC 70-03 (quadre 1, g3) de la CEPT. |
| UHF  | PMR-446 analògica o digital | 1 al 16 (analògica o digital) 1 al 32 (digital) | 446,00625– 446,19375 MHz                            | FM analògica; digitals (dPMR, DMR446) | 500 mW(potència radiada aparent)  | Símplex; equip terminal d’usuari amb antena incorporada; equips de ràdio portàtil, excloent-ne equips i infraestructures fixes. Amplada de banda: 6,25 kHz (digital) o 12,5 kHz (digital i analògic)                        | IR-4, IR-97 (2018); CNAF 2021, nota UN-110; Decisió ERC (98)25 de la CEPT (1998).      |
| UHF  | Banda de 868 a 870 MHz      | no especificats                                 | 869,700–870,000 MHz                                 | No especificats                       | 5 mW (potència radiada aparent)   | “Es permeten aplicacions de veu amb tècniques de mitigació avançades.”. Amplada de banda ≤ 25 kHz. | CNAF 2021, nota UN-39; IR-80; recomanació ERC 70-03 (quadre 1, h1.8) de la CEPT.       |